# Gaizka Larrazabal
Gaizka Larrazabal Goikoetxea (Bilbao, Vizcaya, 17 de diciembre de 1997), conocido deportivamente como Larra, es un futbolista español que juega como extremo o lateral derecho en el Casa Pia de la Primeira Liga.

## Trayectoria
Gaizka se formó en la Ikastola Lauro de Lujua hasta que, en 2015, pasó al juvenil del Danok Bat. Sólo un año más tarde pasó a las filas de la S. D. Zamudio de Segunda B. En su primera temporada como profesional rindió a buen nivel logrando tres goles en treinta partidos.
En abril de 2017 firmó con el filial del Athletic Club, el Bilbao Athletic, de cara a la campaña 2017-18. En su primera temporada en el filial rojiblanco logró dos goles y fue titular en la mayoría de los encuentros, mientras que en su segunda campaña mejoró sus registros goleadores hasta alcanzar los nueve goles, destacando su doblete ante la Real Sociedad "B" en la jornada 27. Al término de la campaña, el Athletic Club comunicó que el jugador pasaría a formar parte de la primera plantilla con un contrato de dos temporadas.
El 24 de agosto de 2019 debutó en Primera División en un empate a uno ante el Getafe C. F. Tras una temporada en el club rojiblanco, el 2 de octubre de 2020, rescindió su último año de contrato para firmar tres campañas por el Real Zaragoza.
El 24 de agosto de 2021 firmó por la S. D. Amorebita de la Segunda División en calidad de cedido. En el cuadro vizcaíno jugó como lateral derecho y fue titular durante toda la temporada, aunque no pudo evitar el descenso de categoría.
Regresó al cuadro aragonés para la temporada 2022-23, donde aumentó su participación con respecto a su primera campaña pero sin llegar a consolidarse como titular. En julio de 2023 emprendió su primera aventura fuera de España para jugar en el Casa Pia de Portugal.

## Selección regional
El 29 de mayo de 2019 debutó con la selección de Euskadi, en un amistoso frente a Panamá, junto a otros cuatro jugadores del Bilbao Athletic.

## Clubes
| Club                      | País     | Año       |
| ------------------------- | -------- | --------- |
| S. D. Zamudio             | España   | 2016-2017 |
| Bilbao Athletic           | España   | 2017-2019 |
| Athletic Club             | España   | 2019-2020 |
| Real Zaragoza             | España   | 2020-2023 |
| S. D. Amorebieta (cedido) | España   | 2021-2022 |
| Casa Pia A. C.            | Portugal | 2023-act. |

## Vida personal
Es hijo del exfutbolista Aitor Larrazabal. Cuando Gaizka era sólo un recién nacido, su padre solía celebrar los goles poniéndose un chupete que escondía bajo sus pantalones para dedicárselo.